# Zaslađivač
Zaslađivači ili sladila su materije koje izazivaju osećaj slatkoće, zbog čega se dodaju hrani i pićima kao zamena za šećer. Po pravilu te materije imaju mnogo manju kalorijsku vrednost od šećera.
Šećer, tj. saharoza, najjeftinije je sladilo. Osim slatkog ukusa služi i kao izvor energije. Šećer ima veliku kalorijsku vrednost, te donosi organizmu jednostavno pristupačnu energiju za životne potrebe, zbog čega se drugi, metabolitički teže pristupni izvori energije (masnoće i proteini) talože kao rezerva, masne naslage u telu, i tako se javlja gojaznost. Kod nekih oblika dijabetesa velik unos šećera izaziva metabolički poremećaj koji može da uzrokuje smrt. Glavni razlozi upotrebe sladila su dijabetes, te potreba smanjenja unosa energije putem šećera (redukcijska dijeta).
Materije za zaslađivanje dele se na:
- Zamene za šećer: supstancije manje ili jednako slatke kao saharoza, s približnom ili nižom kalorijskom vrednošću u odnosu na istu količinu šećera. Metabolitički put razgradnje u organizmu razlikuje se od saharoze, što je i jedan od razloga njihove primene. Izvorno su sastojci biljaka ili se dobijaju iz prirodnih sirovina.
- Veštačka sladila: neka se dobijaju sintetskim putem, a neka se nalaze kao izvorni sastojci u biljkama i nekoliko su desetaka puta slađi od šećera. Imaju zanemarivu kalorijsku vrednost.

## Literatura
- Walters, Eric D.; Orthoefer, Frank T.; DuBois, Grant E. (1991). „Sweeteners : discovery, molecular design, and chemoreception : developed from a symposium sponsored by the Division of Agricultural and Food Chemistry at the 199th National Meeting of the American Chemical Society, Boston, Massachusetts, April 22–27, 1990”. Food / Nahrung. Washington, DC: American Chemical Society. 35 (10): 1046. ISBN 978-0-8412-1903-8. doi:10.1002/food.19910351011.
- G. W. von Rymon Lipinski, Erich Lück: Süßstoffe – Entwicklung und Tendenzen, Chemie in unserer Zeit, 9. Jahrg. 1975, Nr. 5, S. 142–145, ISSN 0009-2851
- Christoph Maria Merki (1993). Zucker gegen Saccharin. Zur Geschichte der künstlichen Süßstoffe. ISBN 978-3-593-34885-8.. Campus Verlag, Frankfurt a. M./New York
- Ahmed, J.; Preissner, S.; Dunkel, M.; Worth, C. L.; Eckert, A.; Preissner, R. (2011). „SuperSweet--a resource on natural and artificial sweetening agents”. Nucleic Acids Research. 39 (Database issue): D377—D382. PMC 3013782 . PMID 20952410. doi:10.1093/nar/gkq917.
- Roth, Klaus; Lück, Erich (2012). „Kalorienfreie Süße aus Labor und Natur”. Chemie in unserer Zeit. 46 (3): 168—191. ISSN 0009-2851. doi:10.1002/ciuz.201200587.

## Spoljašnje veze
- Calorie Control Council—trade association for manufacturers of artificial sweeteners and products